# Ignatz Uhrig
Franz Ignatz Uhrig (* 1. März 1820 in Laudenbach; † 9. Februar 1861 in St. Louis) war ein deutscher Unternehmer, Brauer und Gastronom.

## Biographie
Seine Eltern waren Ignatz Joseph Uhrig († 1844) und Anna Maria Uhrig (geb. Sittinger; † 1830). Seine Familie arbeitete im Schiffsverkehr auf dem Main.
Seine Brüder Johann und Joseph waren in die USA emigriert. Ignatz folgte ihnen im Jahr 1836 und stieg in das Transportunternehmen Josephs ein.
Gemeinsam beschlossen Joseph und Ignatz, in das Brauereigeschäft einzusteigen. Sie eröffneten 1839 gemeinsam mit Anton Kraut die Camp Spring Brewery an der Market Street. Zwei Jahre später starb Kraut an Cholera und die Brauerei operierte in der Folgezeit unter dem Namen Joseph Uhrig Brewing Company.
Nicht weit von der Brauerei entfernt lag ein großes Grundstück an der Ecke Locust Street und Washington Avenue, das dem berühmten Arzt William Beaumont gehörte. Da sich unter diesem Grundstück eine großräumige Höhle befand, beschlossen sie 1852, es zu kaufen und die Höhle zu einem Lagerraum umzubauen.
Die Brüder eröffneten in dieser Höhle die Kellergaststätte Uhrig’s Cave. Um das Bier schneller von der Brauerei in die Gaststätte zu transportieren, ließen sie einen Verbindungstunnel zwischen den Kellern graben und eine Schienenverbindung installieren. Uhrig’s Cave war in den folgenden Jahrzehnten ein beliebter Treffpunkt in St. Louis, in dem auch Theaterstücke aufgeführt wurden. 
Uhrig baute im Jahr 1851 eine Reihe von Steinhäusern (Stein’s Town), die im Jahr 1980 in das National Register of Historic Places aufgenommen wurde.
Uhrig starb am 9. Februar 1861. Er wurde zwei Tage später auf dem Bellefontaine Cemetery in St. Louis begraben.

## Familie
Ignatz Uhrig heiratete am 11. Oktober 1849 Josephine Soderer. Aus dieser Ehe gingen die beiden Töchter Caroline und Mary hervor.